# Pratt & Whitney Rocketdyne

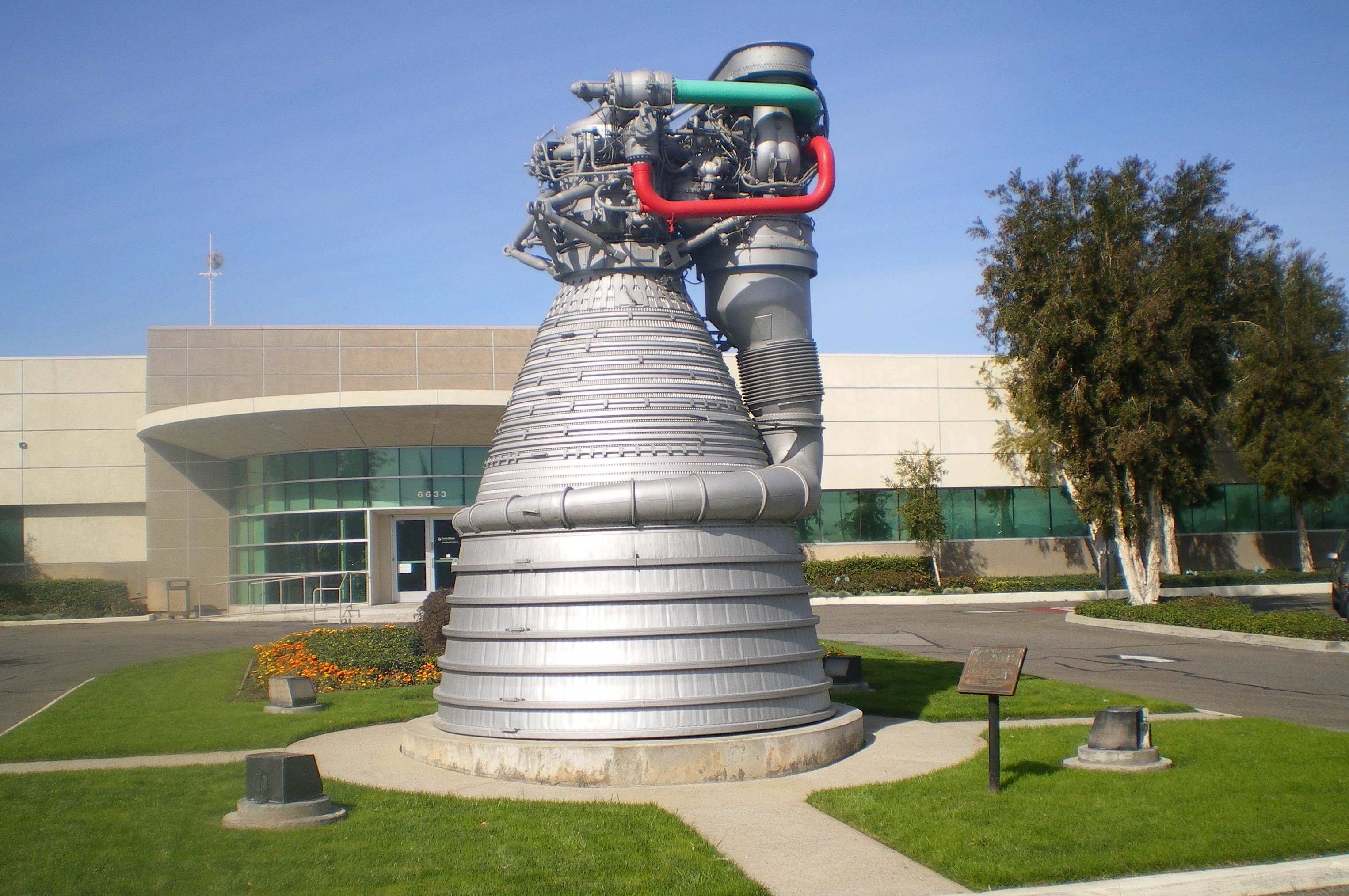
Divizia Pratt & Whitney Rocketdyne Canoga Park

Pratt & Whitney Rocketdyne (PWR) este o companie americană ce proiectează și produce motoare de rachete care folosesc combustibil lichid. Pratt & Whitney Rocketdyne, cu sediul în Canoga Park, California, este o divizie a Pratt & Whitney, ea însăși o filială deținută integral de United Technologies Corporation. Compania are operațiuni și în West Palm Beach, Florida; Huntsville, Alabama; Centrul Spațial Kennedy, Florida și John C. Stennis Space Center, Mississippi.
Pratt & Whitney Rocketdyne este compania care a construit motoarele F-1 utilizate pe racheta Saturn V.

## Listă de motoare

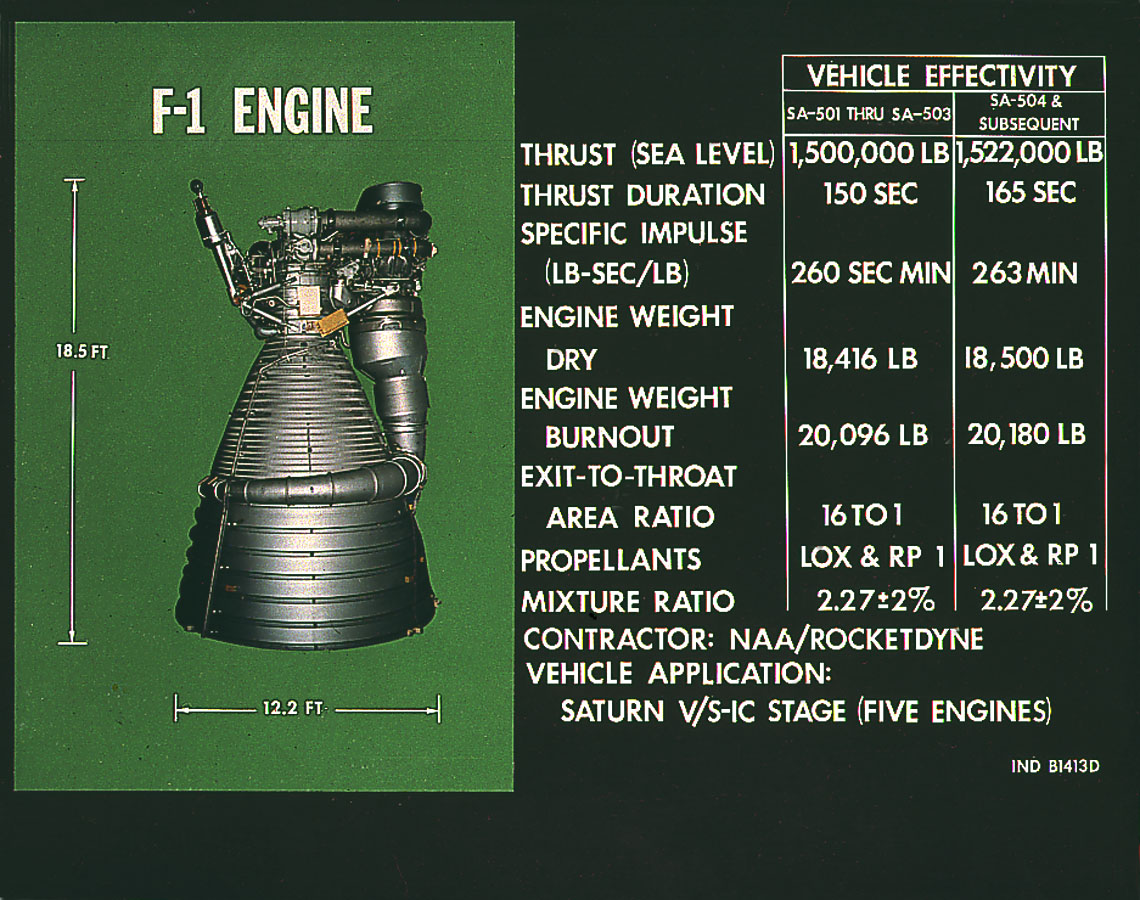
Motorul de rachetă F-1

Câteva motoare de rachetă produse de Rocketdyne sunt:
- H-1 (RP-1/LOX) Utilizat de Saturn I, Saturn IB, PGM-19 Jupiter IRBM și de unele rachete Delta.
- F-1 (RP-1/LOX) Utilizat de Saturn V.
- J-2 (LH2/LOX) Utilizat de Saturn IB și Saturn V.
  - J-2X (LH2/LOX) motor J-2 îmbunătățit, folosit de vehiculele de lansare cu echipaj Ares I și fără Ares V.
- Space Shuttle Main Engine (SSME) (LH2/LOX) motorul principal al Space Shuttle, cunoscut de specialiști sub codul RS-25
- RL10 (LH2/LOX) Folosit de Saturn I, Delta IV, racheta Centaur, Atlas V sau de Titan
- RS-18
- RS-68 (LH2/LOX) Folosit de Delta IV
- XRS-2200 (LH2/LOX)
- RS-27A (RP-1/LOX)
- RS-83 (anulat)
- SJ61